# Conspiração de Bangkok
A Conspiração de Bangkok, também conhecida como Conspiração de Dap Chhuon, foi uma conspiração internacional no final da década de 1950 para derrubar o príncipe Norodom Sihanouk do Camboja. Foi supostamente iniciada pelos políticos de direita Sam Sary e Son Ngoc Thanh, pelo senhor da guerra cambojano e governador regional Dap Chhuon, e pelos governos da Tailândia e do Vietnã do Sul com possível envolvimento dos serviços de inteligência estadunidenses. A conspiração de Bangkok e sua política ainda influenciam a política cambojana.

## Complô
De acordo com o relato posterior de Sihanouk, o golpe seria realizado pelos irregulares do Khmer Serei de Thanh, principalmente vindos da minoria Khmer Krom, no sul do Vietnã. Os Khmer Serei estavam concentrados nas áreas da fronteira sul. Chhuon, que havia sido um colaborador de confiança de Sihanouk por alguns anos, estava prestes a iniciar uma revolta no nordeste. No início de fevereiro de 1959, o almirante Harry D. Felt, o general J. Lawton Collins e o coronel Edward Lansdale visitaram a Base Aérea de Chhuon em Siem Reap.
Os serviços de inteligência de Sihanouk descobriram detalhes da conspiração e, em 21 de fevereiro de 1959, enviaram um batalhão de tropas para prender Chhuon. O cidadão norte-americano e suposto operador de rádio da CIA, Victor Matsui, foi capturado. Chhuon, que havia fugido, foi posteriormente detido, interrogado e morreu "devido aos ferimentos" sofridos em circunstâncias um tanto obscuras antes que pudesse ser devidamente inquirido. Sihanouk afirmou mais tarde que o Ministro da Defesa Lon Nol mandou atirar em Chhuon para impedi-lo de implicá-lo no golpe.
Sihanouk providenciou que fotografias do cadáver de Chhuon fossem publicadas na rua principal de Phnom Penh. Dos outros principais conspiradores, Sary desapareceu em 1962, e Thanh passou a participar do governo de Lon Nol após 1970 antes de partir para o Vietnã. O irmão de Chhuon, Slat Peou, membro da delegação de Sihanouk nas Nações Unidas e amigo de Matsui, foi executado por traição.
Sihanouk, um diretor de cinema amador, mais tarde usou o enredo como base para seu filme de 1968, Ombre sur Angkor ("A Sombra sobre Angkor"). Ele considerou isso uma evidência conclusiva de que os Estados Unidos pretendiam desestabilizar seu regime, que havia estabelecido relações com a China comunista.